# Кей Паркер
Кей Тейлор Паркер (нар. 28 серпня 1944 — пом. 14 жовтня 2022) — колишня британська порноакторка, пізніше духовна консультантка і наставниця, авторка автобіографії.

## Ранні роки
Народилася в Англії, виросла в консервативній родині. 21-річною переїхала до США. Після переїзду побудувала успішну кар'єру у сфері імпорту. У Сан-Франциско зацікавилася акторською кар'єрою, почала вивчати драматургію.

## Порноіндустрія
Наприкінці 1970-х Джон Леслі познайомив Паркер із порноіндустрією і запропонував їй взяти участь в одному з його майбутніх фільмів. Вона вперше з'явилася в «„V“ — The Hot One» в нееротичній ролі. Незабаром після цього порнорежисер Ентоні Спінеллі вмовив її знятися в сексуальній сцені у фільмі «Світ сексу» (1977). Попри те, що Паркер увійшла в індустрію у пізнішому віці, ніж більшість, вона стала провідною порнозіркою та часто знімалася з молодшими партнерами. Зазвичай грала зрілих жінок, як-от матері, мачухи, багатої тітки та заможної розлучниці. Найбільш відома ролями у порнофільмах «Дракула смокче» (1978) і «Табу» (1980). 
Пішла з порноіндустрії у середині 1980-х і деякий час працювала в Caballero Home Video як представниця зі зв'язків з громадськістю. Вона також з'явилася в невеликих ролях у кількох популярних фільмах і телевізійних серіалах, як-от «Найкращий маленький бордель в Техасі».

## Пізні роки
У 2001 році Кей Паркер написала автобіографію «Taboo: Sacred, Don't Touch: An Autobiographical Journey Spanning Six Thousand Years», в якій розповіла про своє дитинство, роки в порноіндустрії і метафізичний досвід. Переглянута версія «Taboo: Sacred Don't Touch — The Revised Version» вийшла друком у 2016 році. Згодом у неї з'явився канал на YouTube, де вона відповідала на питання шанувальників з безлічі тем, які стосувалися духовності та духових вправ для особистісного зростання. Вона також пропонувала особисті платні духовні консультації у Skype.
Про Паркер зняли документальний фільм «A Taboo Identity», який описує її перехід від порнозірки до духовного консультанта.

## Нагороди
- 1983: Нагорода Американської асоціації порнофільмів за найкращу жіночу роль другого плану у стрічці «Милі молоді лисенята»[16]
- 1985: нагорода XRCO за особливі заслуги[17]
- Зал слави AVN[18]
- 1990: Зал слави XRCO[19]

## Книги
- Parker, Kay Taylor (2016). Taboo: Sacred, Don't Touch – The Revised Version. Blurb. ISBN 9781367411531.